# Червоний голод. Війна Сталіна проти України
«Червоний голод: війна Сталіна проти України» — документальне дослідження американської історикині, письменниці та журналістки Енн Епплбаум, присвячене історії Голодомору.

## Опис

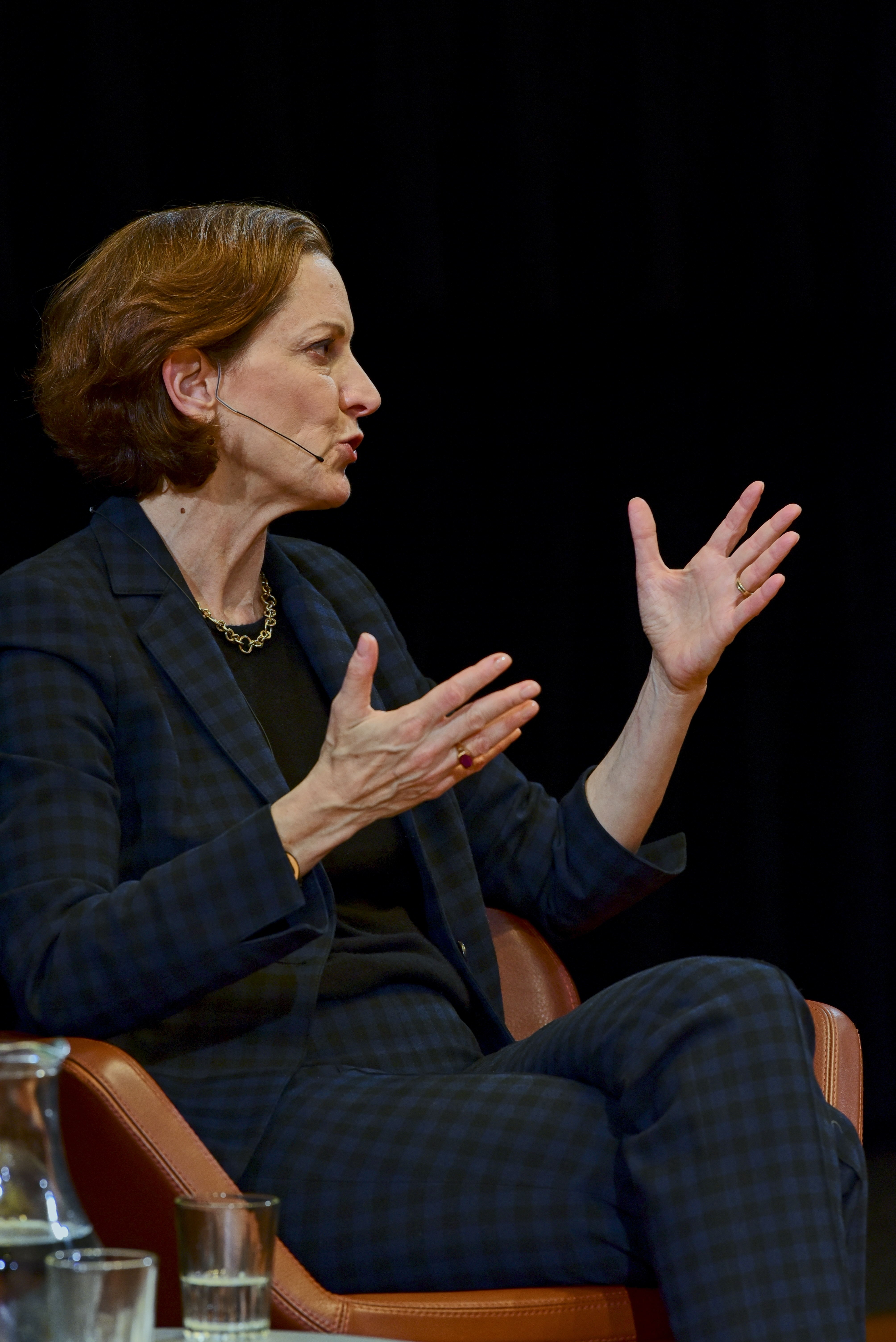
Енн Епплбаум представляє свою книжку про Голодомор, Торонто, 2017

|   | Сталінська політика цієї осені неминуче велася по всьому зерновому регіону СРСР. Але в листопаді та грудні 1932 року він ще більше "встромив ніж" в Україну, навмисно створивши глибоку кризу. Крок за кроком, використовуючи бюрократичну мову та тупу юридичну термінологію, радянське керівництво, при допомозі своїх заляканих українських колег, почало голод, що привело в наслідку до катастрофи, спеціально орієнтовану на Україну та українців. |
| — | |

## Відзнаки
Книга отримала премію Лайонела Ґельбера та премію Даффа Купера.